# Nordafrikansk elefant
Nordafrikansk elefant beskrivs ibland som underart till stäppelefant, Loxodonta africana pharaoensis, men dess taxonomiska hemvist är mycket omdiskuterad och kommer kanske aldrig att lösas. De är kända som stridselefanter använda av Ptolemaios I av Egypten och av Kartago i de puniska krigen. Man tror även att det var nordafrikanska elefanter som Hannibal använde när han gick över Alperna. Det enda säkerställda är att elefanterna som användes av Kartago var mindre än de asiatiska elefanter som de ställdes emot.
Nordafrikansk elefant är formellt taxonomiskt beskriven som en underart av Deraniyagala 1948, men den är inte allmänt erkänd. Vissa hävdar att det rör sig om en underart till skogselefant (Loxodonta cyclotis) medan andra hävdar att det kan röra sig om en egen art. Samtidigt kan vissa stridselefanter som användes i området härstammat från Mindre Asien och Afrikas horn.
Beskrivningar av nordafrikansk elefant försvann i och med Västroms fall 476, varför den tros ha dött ut under sena 400-talet, kanske som en följd av nybyggarnas framfart. Det förekommer rapporter om exemplar så sent som runt år 1000 men dessa är osäkra. Dess ursprungliga utbredningsområde tros ha varit över norra Afrika och söderut till kusten av dagens Sudan och Eritrea.